# Calau nan rogenc
El calau nan rogenc (Lophocerus camurus) és una espècie d'ocell de la família dels buceròtids (Bucerotidae) que habita boscos poc densos de l'Àfrica central i Occidental, des de Sierra Leone i sud de Guinea, cap a l'est fins a Sudan del Sud i cap al sud fins a la República del Congo i la República Democràtica del Congo.